# Ezio Loik
Ezio Loik (Fiume, 26 de setembro de 1919 — Superga, 4 de maio de 1949) foi um futebolista italiano.
Loik que esteve presente no principal título na história do Venezia, além de fazer parte do Grande Torino, como ficou conhecida a equipe, considerada uma das melhores da história, acabou morrendo tragicamente na tragédia de Superga.

## Carreira
Revelado pela Unione Sportiva Fiumana de sua cidade natal (hoje parte da Croácia), demonstrava já no pequeno clube local seu talento. Apenas uma temporada depois, foi contrato pelo Milan, onde acabou se destacando. Três temporadas depois, foi contrato pelo Venezia. Lá, conquistou logo de cara seu primeiro título na carreira, além do principal na história do clube, a Copa da Itália.
Permaneceu mais uma temporada no clube, antes de ser contratado pelo Torino, juntamente com Valentino Mazzola, um dos principais jogadores italianos no século passado. Em sua temporada de estreia, conquistou os dois títulos nacionais (campeonato e copa), sendo considerado o "motor" da equipe. Essa equipe mais tarde seria chamada de Grande Torino.
Apesar de não ser rápido, Loik foi o principal ponto de referência para Mazzola, sendo quase inseparáveis. Mesmo durante a guerra, conquistou mais três títulos nacionais e, perto de conquistar o tetracampeonato, em 1949, que estava quase garantido quando ocorreu, em maio, a tragédia de Superga: após um amistoso contra o Benfica, de Portugal, Loik e todo o grande time do Torino, além de dirigentes e jornalistas, morreram quando o avião em que viajavam chocou-se contra a basílica de Superga.
Antes da tragédia, Loik havia defendido a seleção da Itália durante nove oportunidades, marcando quatro vezes (sendo seu gol mais importante contra a Hungria de Ferenc Puskás, quando marcou o tento da vitória aos oitenta e nove minutos (3 a 2) e, era um nome praticamente certo na lista de convocados para a Copa do Mundo de 1950. A base da seleção na época era o time do Torino, sendo dos dezoito mortos, nove convocados regularmente para a seleção, além de um francês e um tcheco, que também eram convocados constantemente para suas seleções.

## Títulos
Venezia
- Coppa Italia: 1940–41

Torino
- Serie A: 1942–43, 1945–46, 1946–47, 1947–48, 1948–49
- Coppa Italia: 1942–43